# Buenos Aires (provins)
 For alternative betydninger, se Buenos Aires (flertydig). (Se også artikler, som begynder med Buenos Aires)
Provinsen Buenos Aires (spansk: Provincia de Buenos Aires) er en provins i det østlige Argentina midt i den frugtbare La Pampa-slette og er Argentinas folkerigeste provins. Provinsen har et areal på 307.571 km2
og et befolkningstal på ca. 17.523.996 (2022) indbyggere. I provinsen bor 2/3 af indbyggerne i området omkring Argentinas hovedstad Buenos Aires, det såkaldte Gran Buenos Aires, som i modsætning til sine forstæder ikke er organiseret i en region, da hovedstadens hovedopgave er at være en økonomisk modpart til de argentinske regioner.

## Geografi og klima
Provinsens naboprovinser er Rio Negro, La Pampa, Córdoba, Provincia de Santa Fe og Entre Ríos. Provinshovedstaden er La Plata som ligger i nærheden af Buenos Aires.
Geografisk hører provinsen til Pampa-Regionen. De markanteste bjergkæder er Sierra de la Ventana (max. 1100 m) og Sierra de Tandil (max 600 m).
Klimaet er oceanisk, med varme somre, milde vintre, med en vedvarende høj luftfugtighed og med en høj nedbørsmængde hele året. Mod vest og sydvest falder nedbørsmængden lidt.
Provincia de Buenos Aires største byer er La Matanza (1,1 mio. indb.), provinshovedstaden La Plata (850.000 indb.) og Mar del Plata (700.000 indb.). Andre vigtige byer er Bahía Blanca, San Nicolás, Zárate og Tandil.
Den største del af befolkningen er efterkommere af immigranter fra Spanien, Italien og Storbritannien. I og omkring byen Tres Arroyos har mange indvandrede fra Holland, Frankrig og Danmark bosat sig.